# 上瓦特縣

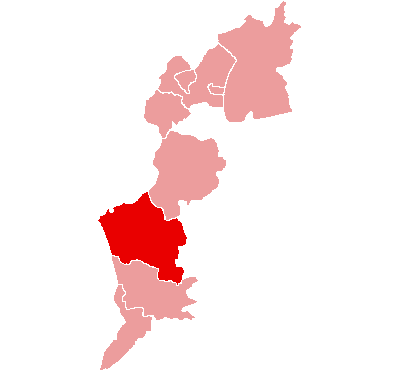
在布爾根蘭州的位置

上瓦特縣（德語：Bezirk Oberwart）是奧地利布爾根蘭州的一個縣。面積732.6平方公里，2001年人口53,365人。首府上瓦特，下分27市镇。